# 우수영초등학교 중화분교
우수영초등학교 중화분교는 전라남도 해남군 문내면 벗등길 142-68 (무고리) 소재의 초등학교이다.

## 연혁
- 1948.10.13 중화공립국민학교 개교
- 1950.04.01 중화국민학교 개칭
- 1982.03.05 병설유치원 개원
- 1996.03.01 중화초등학교로 개칭
- 1998.04.01 운영위원회 설치
- 1998.08.06 초등학교 규칙 인가(7학급)
- 2000.02.19 제50회 졸업(3,988명 배출)
- 2000.03.01 우수영초등학교 중화분교장으로 격하 개편
- 2014.03.01 본교로 통폐합